# Miastor procax
Miastor procax är en tvåvingeart som beskrevs av Frederick Askew Skuse 1888. Miastor procax ingår i släktet Miastor och familjen gallmyggor. Inga underarter finns listade i Catalogue of Life.